# Fabien Patanchon
Fabien Patanchon (Bordeaux, 14 juni 1983) is een Frans voormalig wielrenner die uitkwam voor Caisse d'Epargne en La Française des Jeux. Hij kon zowel op de weg als op de baan rijden.

## Belangrijkste overwinningen
2001
- Europees Kampioen ploegkoers, Beloften (met Matthieu Ladagnous)

2003
- Europees kampioen ploegkoers, Beloften (met Matthieu Ladagnous)

2004
- Frans kampioen ploegkoers, Elite (met Matthieu Ladagnous)

2005
- Parijs-Tours (U23)

2009
- 2e etappe Kreiz Breizh Elite
- 4e etappe Kreiz Breizh Elite

2011
- 1e etappe Ronde van Gironde

## Resultaten in voornaamste wedstrijden
| Jaar | Ronde van Italië | Ronde van Frankrijk | Ronde van Spanje |
| ---- | ---------------- | ------------------- | ---------------- |
| 2006 |                  |                     | 128e             |
| 2007 | 131e             |                     |                  |
| 2008 |                  |                     |                  |

| Jaar | Milaan-San Remo | Gent-Wevelgem |
| ---- | --------------- | ------------- |
| 2006 |                 |               |
| 2007 | 157e            |               |
| 2008 |                 | 140e          |